# 迪卡尔布县 (田纳西州)
迪卡爾布縣（英語：DeKalb County），美國田納西州中部的一個縣。面積852平方公里。根據2020年美國人口普查，共有人口20,080人。縣治史密斯維爾。
迪卡爾布縣成立於1837年12月2日。縣名紀念美國獨立戰爭將領約翰·迪卡爾布。